# Epirrhoe virginea
Epirrhoe virginea är en fjärilsart som beskrevs av Alphéraky 1892. Epirrhoe virginea ingår i släktet Epirrhoe och familjen mätare. Inga underarter finns listade i Catalogue of Life.